# Fedora (pălărie)

O pălărie fedora, care în acest caz a fost strâmtată în faţă şi este purtată mai mult pe ceafă, cu borul îndoit spre ochi.

O fedora este o pălărie îndoită de-a lungul pe partea de sus și strâmtată în față și pe părțile laterale. Se crede că a fost inventată la mijlocul anilor 1910, dar termenul a fost utilizat începând cu 1891. Pălăria a apărut ca un accesoriu rezervat aristocraților la sfârșitul secolului 18. Este de obicei purtată de bărbați. Harrison Ford a popularizat fedora prin rolul său ca Indiana Jones în franciza cu același nume.

## Sigle
- Sigla Red Hat constă într-o pălărie fedora purtată de „Shadow Man”. De asemenea, distribuția de Linux sponsorizată de Red Hat și întreținută de comunitate se numește Fedora.